# Тбіліський державний медичний університет
Тбіліський державний медичний університет (ТДМУ) (груз. თბილისის სახელმწიფო სამედიცინო უნივერსიტეტი (თსსუ)) провідний медичний університет у Тбілісі, Грузія. ТДМУ заснований спочатку як медичний факультет Тбіліського державного університету (ТДУ) в 1918 році, що став Тбіліським медичним інститутом у 1930 році. Тбіліський державний медичний інститут перейменовано в Тбіліський державний медичний університет у 1992 році. З того часу ТДМУ функціонує як незалежний освітній заклад.

## Рейтинги та репутація
Тбіліський державний медичний університет займає 6279 рядок за даними сайту 4icu.org та 6427 рядок відповідно до www.webometrics.info. ТДМУ став одним із високо рейтингових підтримуваних державою установ вищої освіти в усьому Кавказькому регіоні. З майже 5000 студентів і 203 аспірантів ТДМУ 20 % припадає на зарубіжні країни. Тбіліський державний медичний університет пройшов інституційну Програму Оцінювання, яка була виконана Асоціацією європейців.

## Виконавча рада
- Ректор — професор Зураб Вадачкорія
- Проректор — професор Кахабер Челідзе
- Проректор — професор Римма Беріашвілі
- Канцлер — професор Зураб Орджонікідзе
- Голова забезпечення якості освіти — професор Ірене Кватчадзе

## Статистика
1. Найбільший медичний університет у Грузії, на Кавказі та Східній Європі.
2. Заснований у 1918 році. Відзначив 90 років з дати заснування.
3. Випустив понад 40000 лікарів.
4. Засновник Медичної асоціації Східної Європи.
5. Визнаний / внесений у Всесвітню організацію охорони здоров'я, освітню комісію іноземних випускників медичних вишів, Європейську комісію з питань освіти і Всесвітню федерацію медичної освіти.
6. Член Міжнародної асоціації університетів, Європейської асоціації університетів.
7. Підписант Болонської декларації — медичної програми навчання Європейського Союзу.
8. Післядипломна та науково-дослідна робота доступна на кафедрах хірургії, лікувальної справи, стоматології, медсестринства і фармакології.